# القانون المدني (بلجيكا)

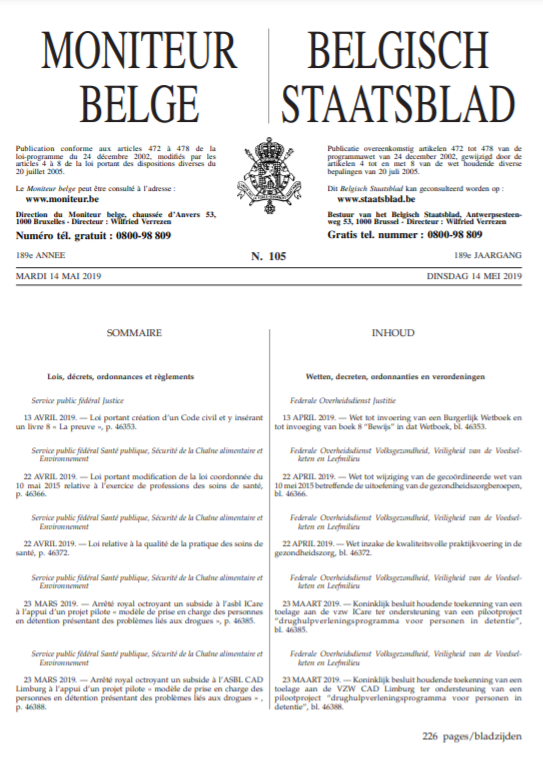
الصفحة الأولى من الجريدة الرسمية البلجيكية لنشر القانون المدني الجديد

القانون المدني البلجيكي، أو قانون 2019 المدني، هو مجموعة من القوانين التي تتعلق بالقانون المدني البلجيكي، وتهدف في نهاية المطاف إلى استبدال القانون المدني القديم الذي يعود تاريخه إلى عام 1804.
في أعقاب اتفاقية الحكومة لحكومة ميشيل الأولى لعام 2014، قام وزير العدل كوين غينس بتأسيس لجنة لإصلاح القانون المدني في عام 2017.
يشمل القانون المدني الآن المجالات القانونية الخاصة بالقانون المدني العام (الكتاب 1)، قانون العلاقات المالية للأزواج (الكتاب 2، العنوان 3)، قانون الممتلكات (الكتاب 3)، قانون الميراث (الكتاب 4)، قانون الالتزامات (الكتاب 5)، وقانون الإثبات (الكتاب 8).
ومنذ دخول القانون المدني حيز التنفيذ في 1 نوفمبر 2020، أصبح القانون المدني النابليوني الصادر في 21 مارس 1804 يعرف بـ "القانون المدني القديم". ولا يزال القانون القديم ينظم بعض المجالات القانونية الأخرى مثل قانون الأشخاص والأسرة، قانون المسؤولية غير التعاقدية، قانون الضمانات وقانون التقادم.
تم اعتماد القانون في 4 أبريل 2019 من قبل مجلس النواب، إلا أن جميع أحكامه لم تدخل حيز التنفيذ بعد.

## تاريخ

### استقلال بلجيكا
خلال الاحتلال الفرنسي للأراضي البلجيكية، طُبِّق القانون المدني النابليوني عليها تمامًا كما طُبِّق في باقي المقاطعات الفرنسية. ونظرًا لقلة الفروقات بين هذه المناطق آنذاك، لم تجد التشريعات الجديدة صعوبة في ترسيخ وجودها بشكل دائم.
بعد أن تم رفض مشروع القانون المدني الهولندي في اللحظات الأخيرة إثر استقلال بلجيكا، قررت الدولة الناشئة الإبقاء على القانون المدني النابليوني القديم ساري المفعول. وبالرغم من أنه ظل دون تعديلات تُذكر، فقد تعهّد المؤتمر الوطني بصياغة قانون مدني خاص ببلجيكا في المستقبل القريب.

## مشاريع إعادةتدوين القانونالمدني
إلى جانب القوانين الكبرى التي عدّلت بعض أجزاء القانون المدني، طُرحت عدة مشاريع لإعادة تدوين شاملة للقانون المدني دون أن تكلل بالنجاح، مثل مشروع القانون المدني البلجيكي الذي قدمه المحامي مونتوا م. أ. ماسكيليه عام 1842.
لم يحظَ إصلاح القانون المدني باهتمام جاد إلا في عام 1878، خلال فترة أوسع من إعادة التدوين في بلجيكا. حيث كلف وزير العدل جول بارا، الذي ينتمي للحكومة الليبرالية الجديدة، الفقيه فرانسوا لوران—المعروف بأعماله وأيضًا بمواقفه المعارضة بشدة للكاثوليك—بإعداد مسودة أولية للمشروع.
منذ صدور الأجزاء الأولى من المشروع، واجه انتقادات شديدة من التيار البرلماني الكاثوليكي، خاصة بسبب رفض واضعه منح الشخصية القانونية للمؤسسات الدينية. وبالرغم من اكتمال المشروع في عام 1884 وانتظاره للتصويت، إلا أنه تم سحبه بعد الانتصار الساحق لحزب الكاثوليك في الانتخابات في نفس العام. وبدلاً من ذلك، أُنشئت لجنة لتعديل القانون المدني القديم، لكنها لم تقم بأي تغييرات جوهرية.
في الواقع، ظلت بلجيكا طوال القرن التاسع عشر من أكثر الدول التزامًا بالنص الأصلي لقانون نابليون، لدرجة أن بعض المصطلحات مثل "فرنسي" و "إمبراطور" لم يتم إزالتها من القانون إلا في عام 1949.

## إصلاح 2015
عبّر وزير العدل عن رغبته في إعادة تدوين القانون المدني، مشيرًا إلى أن "أجزاءً كبيرة من القانون المدني لم تعد تعكس الواقع القانوني المطبق عمليًا." كان الهدف من هذه الإصلاحات هو تنقيح القوانين من المواد غير الضرورية، وتوحيد التشريعات في إطار قانوني متماسك، مع إدخال بعض التعديلات الرمزية، مثل إزالة تعبير "الأب الصالح للأسرة" من النصوص القانونية.
في ديسمبر 2018، وتحت تهديد بسحب الثقة، قدّم رئيس الوزراء شارل ميشيل استقالته، مما جعل حكومته تتولى تصريف الأعمال. وبسبب هذا الوضع السياسي، توقع البعض تجميد مشاريع إعادة التدوين. ومع ذلك، ورغم تعذّر تشكيل حكومة جديدة، قرر مجلس النواب النظر في مشروعي القانون المتعلقين بـ الكتابين 5 و8.
أخيرًا، تم اعتماد القانون الخاص "بإنشاء قانون مدني وإدراج الكتاب 8: الإثبات" من قبل مجلس النواب في جلسة عامة بتاريخ 4 أبريل 2019، مع تحديد 1 نوفمبر 2020 كموعد لدخوله حيز التنفيذ.
آلية العمل؛ تم تقسيم عملية الصياغة إلى ست لجان، تضم كل منها أستاذين في القانون (أحدهما ناطق بالفرنسية والآخر بالهولندية)، حيث كُلفت كل لجنة بإصلاح جانب قانوني محدد، وهي:
- قانون الالتزامات
- قانون الأملاك
- قانون الإثبات
- قانون المسؤولية المدنية
- عقد القرض
- قانون الضمانات الشخصية

وقد أشرف على تنسيق هذا العمل الأكاديميان إريك ديريكس وباتريك ويري، في حين أن جميع أعضاء اللجان عملوا بشكل تطوعي في عملية إعادة التدوين.

## هيكلة القانون المدني لعام 2019
يتألف القانون المدني البلجيكي الجديد من تسعة كتب، تهدف إلى إعادة تنظيم وتحديث القواعد القانونية وفق نهج أكثر وضوحًا ومرونة.

### الكتاب الأول: الأحكام العامة
تم نشره في الجريدة الرسمية البلجيكية في 1 يوليو 2022 ودخل حيز التنفيذ في 1 يناير 2023.
يحتوي هذا الكتاب على جميع القواعد العامة التي تطبق على القانون المدني بأكمله، والتي لا يمكن تخصيصها ضمن كتب أخرى، مثل:
- مبدأ عدم رجعية القوانين (المادة 1.2)
- تعريف التصرف القانوني (المادة 1.3)
- احتساب المهل القانونية (المادة 1.7)
- قرينة حسن النية (المادة 1.9)
- مبدأ إساءة استعمال الحق (المادة 1.10)

كما تم إدراج بعض المستجدات، مثل إمكانية الإخطار عبر الوسائل الإلكترونية (المادة 1.7). أما محاولة إلغاء اعتبار يوم السبت يومًا غير عمل، فقد تم رفضها من قبل المجلس الوطني للعمل.

### الكتاب الثاني: الأشخاص، الأسرة والعلاقات المالية للأزواج
تم تقديم مشروع قانون حول "العلاقات المالية للأزواج" في 20 مايو 2020، واعتماده لاحقًا، حيث دخل حيز التنفيذ في 1 يوليو 2020.

### الكتاب الثالث: الأملاك
تم نشره في 17 مارس 2020، وأصبح ساري المفعول اعتبارًا من 1 سبتمبر 2021.
تم إعداد هذا الكتاب من قبل اللجنة المكونة من البروفيسور باسكال لوكوك وفنسنت ساجارت، ويتألف من ثمانية أقسام تشمل:
- الأحكام العامة
- تصنيف الأملاك
- حق الملكية
- الملكية المشتركة
- علاقات الجوار
- حق الانتفاع
- حق الحكر (Emphytéose)
- حق السطحية (Superficie)

لم يُحدث هذا الكتاب ثورة قانونية، لكنه أعاد هيكلة القواعد القائمة وأضاف بعض المستجدات، مثل:
- إعادة تعريف مفهوم الملكية بحيث أصبحت أقل "إطلاقًا" (المادة 3.50)
- تقييد الامتداد الرأسي للملكية العقارية (المادة 3.61)
- إدراج حق الحكر وحق السطحية ضمن الحقوق العينية بدلًا من بقائهما في قانون منفصل منذ عام 1824
- إضفاء الطابع التكميلي على قواعد الحقوق العينية
- إدراج الإخطار بمنازعات الجوار كقاعدة قانونية بعد أن كان يعتمد على الاجتهاد القضائي
- منح الحيوانات وضعًا قانونيًا خاصًا لتعزيز حمايتها

### الكتاب الرابع: المواريث، الهبات والوصايا
تم تقديمه إلى مجلس النواب في 20 مايو 2020، واعتماده في 19 يناير 2022، ليصبح ساريًا في 1 يوليو 2022.الكتاب الخامس: الالتزامات
تم تقديم مشروع القانون في 24 فبراير 2021، وتم اعتماده في 21 أبريل 2022.
أشرف على صياغته لجنة من الأساتذة القانونيين، وتضمنت إصلاحات مثيرة للجدل، حيث اعتبر بعض الفقهاء أن تدوين قانون المسؤولية المدنية قد يؤدي إلى تقييد مرونته وزيادة صعوبة تعويض الضحايا.
شمل هذا الكتاب تحديثات مهمة مثل:
- إدراج نظرية الظروف الطارئة (المادة 5.74)
- إضافة الغبن كعيب من عيوب الإرادة (المادة 5.33)
- إجازة نقل الديون والعقود من خلال اتفاق ثلاثي (المادتان 5.187 و5.193)
- إدخال مفهوم عدم القابلية للانقسام السلبي مع آثار التضامن (المادة 5.167)

### الكتاب السادس: المسؤولية غير التعاقدية
تم تقديم مشروعه إلى مجلس النواب في 8 مارس 2023، لكنه لم يُعتمد بعد.

### الكتاب السابع: العقود الخاصة
(لم يتم نشره بعد)

### الكتاب الثامن: الإثبات
كان أول كتاب يتم التصويت عليه في 4 أبريل 2019، ونُشر في 14 مايو 2019، ودخل حيز التنفيذ في 1 نوفمبر 2020.
استوحى من التشريعات الفرنسية، الهولندية، السويسرية، الألمانية، والنمساوية، وهدفه هو توضيح وتنظيم وسائل الإثبات في القضايا المدنية.
تضمنت الإصلاحات:
- تحديث متطلبات الإثبات، مثل رفع الحد الأدنى للإثبات الكتابي
- توسيع نطاق الأدلة الحرة
- استحداث "صمام أمان" يسمح بقلب عبء الإثبات في حالات استثنائية (المادة 8.4 فقرة 5)

### الكتاب التاسع:الضمانات
(لم يتم نشره بعد)

## الملاحظات والمراجع
1. ↑  MB 9 maart 2022 houdende oprichting van de Commissie tot hervorming van het hypotheekrecht, BS 14 april 2022.
2. ↑  "Hervorming Burgerlijk Wetboek | Federale overheidsdienst justitie". justitie.belgium.be. مؤرشف من الأصل في 2025-05-13. اطلع عليه بتاريخ 2025-01-30.
3. ↑  "Justel databank". www.ejustice.just.fgov.be. مؤرشف من الأصل في 2024-05-11. اطلع عليه بتاريخ 2025-01-30.